# 劇團一人
劇團一人（1977年2月2日—），本名川島省吾，是一位日本搞笑藝人、演員、导演、编剧，出身於千葉縣千葉市。所屬經理人公司是太田製作，其妻大澤茜同為藝人。

## 出身簡歷
因為父親是日本航空（JAL）飛行員（母親則是空中服務員），川島省吾在小學二至五年級時曾經移居美國阿拉斯加州安克雷奇，那時與他經常膩在一起的鄰居玩伴是父親同樣當飛行員的花式溜冰奧運好手村主章枝。雖然曾經待過國外，但他承認自己目前的英語能力只限於簡單的日常會話和自我介紹而已。
從千葉市立幕張本鄉中學初中畢業後，在金剛學園高校入學了短短數個星期就中途退學。同年轉到千葉縣立京葉工業高校就讀機械科課程，不足一年後再退學，其後終於在千葉縣立船橋高校結業。因此其高中生涯一共花費了五年時間去完成，較一般人長了兩年。這段不良少年（ヤンキー）時期所拍下的照片，日後在上電視節目時也被製作人一一公開了。稍後，在進入東放學園專門學校入讀放送藝術科的同時，開始接觸相關藝能界的消息和工作，最後終於在1999年順利畢業。
1992年，還是高校一年級的川島省吾就在日本電視台綜藝節目《天才・たけしの元気が出るテレビ!!》的〈搞笑甲子園〉環節內，與友人以「頂點二人組」（バーテックス）的形式出現。這次的處子登台竟然吸引到太田事務所的注意而希望招攬他們到旗下，當時同期的新人還包括有吉弘行。最後，川島與太田事務所簽訂了個人制而不是組合形式的合約，這是因為他在「頂點二人組」的那名友人並沒有想要加入演藝圈的意思。
加入事務所成為專業藝人以後，獲公司安排與日本兒童劇團出身的秋永和彦拍檔，組成名為「柔軟二人組」（スープレックス）的漫才團體。但是這組合的發展並不順遂，在《ボキャブラ天国》、《進め!電波少年》等節目上，太田事務所把主力的表演環節都留給同是二人組合的U-turn和猿岩石，使柔軟二人組的上鏡機會寥寥可數。另外川島本身亦會間中遲到和突然爽约（ドタキャン癖），引起隊友秋永的不滿，因此秋永便在2000年5月時以借錢未還的理由宣佈和川島劃清界線，解散組合。此後川島省吾唯有以「劇團一人」的名義重新在演藝圈出發。
獨立發展後劇團一人的工作量卻有增無減，陸續亮相《新しい波8》和《完売劇場》等電視節目，而自從有份參與的2004年2月《めちゃ×2イケてるッ!》環節〈笑わず嫌い王決定戦〉播出之後，劇團一人於各大媒體的曝光率急升，並且開始更多地以演員身份涉足電視連續劇甚至電影。
2021年，剧团一人自编自导的电影《浅草小子》在网飞平台上映。

## 人物

### 藝名
在原本的搞笑組合「柔軟二人組」解散後，川島省吾便需要一個新的藝名來延續演藝事業。他模仿當時優香的做法，在剛剛普及的互聯網上公開招募名字，最後得出的結果是「咖哩豬排飯」（カツカレー），然而卻被經理人事務所方面以「這個名字看不見未來」為由而不批准使用；而「波打際立夫」（なみうちぎわたちお）也因同樣理由而不獲公司起用。隨後在和另一位搞笑藝人安田和博的閒聊裡，川島問及對方最喜歡的演員是誰時，安田誤把羅拔·迪尼路（ロバート・デ・ニーロ）唸成讀音相近的爐端出二郎（ろばたでにろう），原本想因利成便改名「爐端出二郎」的川島再次被反對，一氣之下便索性把自己取名做「劇団ひとり」（一個人的劇團）。
劇團一人現時通常被稱呼為阿一（ひとり）或者阿一君（ひとりさん），節目《Music Station》的老牌主持塔摩利則叫他作劇團，另外有時候會被一些後輩敬稱其本名川島君。曾經被記者問到「應該怎麼稱呼你？」時，劇團一人回答說親切的一聲嘿（おい）或者你（お前）就可以。有次到《SMAP×SMAP》當來賓時表示各人可以直接叫他省吾；另一次上《森田一義時間 笑一笑又何妨！》時則謂希望別人從此叫他做劇P（劇ピー，取自當紅偶像山下智久的暱稱「山P」）。至於日常在家中，妻子大澤茜會稱呼他「省吾タン」。

### 興趣
- 是扭計骰（魔術方塊）的高手，42秒就能復原一個普通的三階魔術方塊。在2006年7月30日還參加過「東京魔術方塊大賽2006」，但在排位賽的133人裡只能取得第68名而落選，沮喪的劇團一人隨即發出引退宣言。

- 公開表示自己日常會瀏覽大型網絡論壇2ch，又嘗在事務所的網頁上用「櫻子」之暱稱留言說「劇團一人心情不錯呢」；而櫻子是他有份參演的NHK晨間小說連續劇的名稱。

- 曾經飼養過電子寵物狗AIBO兩年，因為AIBO可以把平日家裡無人時的情況拍攝下來並自動發送至電子郵箱，所以每次回家後都會翻查有否可疑人物闖入家中。

- 是成人影片女星Rio以及Mihiro的忠實支持者。在東京電視台深夜綜藝節目《ゴッドタン〜The God Tongue 神の舌〜》的不定期單元〈Kiss忍耐選手權〉中，劇團一人得到機會與休影後的Mihiro合作即興短劇，扮演熱戀中的情侶，但他必須要抵受對方的索吻誘惑否則就會落敗。到了第四集的時候，又受到被設定為死去的Mihiro之妹長澤築實的誘惑，長澤精湛的演技一度令劇團一人抵擋不了準備吻下去；但是隨著畫面上的箭頭指示，劇團一人看到一個長得很像Mihiro的鄰居突然現身，使到現場情況立刻陷入了一個惹笑的爛攤子裡面。

- 愛好的食物是披薩，曾經在電視上被問及最近一次晚餐地點，立即便回答是達美樂披薩，後來達美樂披薩公司也就邀請他拍攝了全新一輯的大型廣告。

- 2009日12月7日在嵐主持的《嵐の宿題くん》上表示自己瘋狂迷上了韓國的五人女子組合KARA，在節目內逐一介紹她們之後，更突然收到KARA親自拍製的感謝錄像。雖然由於無翻譯字幕而不清楚對方說話內容，但聽到對方提到自己的名字，劇團一人仍然眼泛淚光相當陶醉。2009年2月7日，KARA初次前住日本表演時，劇團一人更在觀眾席上接受了韓國媒體的採訪。另外一次在《DOWNTOWN DX》節目上亦曾經展示自己家中珍藏有關KARA的週邊商品，包括CD、雜誌、襯衣等，數量達到三百件以上。

### 家庭
2007年春天，劇團一人在綜藝節目上認識了較自己年輕九歲的女藝人大澤茜，兩人其後交往順利。翌年夏天劇團一人在餐廳向女友求婚成功，逐決定於2009年2月成婚。在交代婚訊的記者會上，劇團一人被問及初次見到大澤茜的印象時，戲謔自己像國家財相中川昭一般吃了感冒藥，精神恍惚不宜作答；另外由於訂製的婚戒尚未完工，大澤茜在記者會上戴的只是劇團一人手製的紙摺戒指，上面寫有「假」的字樣。婚後一年多，劇團一人向傳媒證實妻子有孕。2010年9月8日下午，大澤茜和劇團一人對外發賀電宣佈已經誕下女兒，母女平安；兩人為女兒取名「千花」，以此寄喻九月的鳳仙花。

### 其他軼事
- 嵐的相葉雅紀是劇團一人在千葉縣的中學後輩。

- 在第一本散文集發行以後曾經非常擔憂銷情，說是害怕散文集連小說前作的100萬分之一銷量也達不到，即是1本也售不出去。

- 在《an・an》雜誌上透露過擅長用「左手食事術」減肥，就是以不擅用的左手使用餐具進行飲食，成功在2個月內減去7公斤[5]。但是後來經過了數個月，效果就好像變得沒那麼顯著[6][7]。

## 演出風格
「劇團一人」這藝名正反映其演出風格如同一個人的劇團般，能夠以一己之力扮演劇團裡各式各樣的人物，又因擅長獨角戲而被稱為憑依藝人。格外地誇張生動也是他的鮮明特徵，令他早期時常被挑選當一些性格古怪、被欺凌的人物，例如《電車男》裡面的御宅族松永。
隨著陸續登上大銀幕，劇團一人的演技終於受到關注，從細膩演繹《令人討厭的松子的一生》裡主角中谷美紀的外遇對象——作家岡野健夫一角起，不但開始令不少觀眾留下深刻印象，也使自己作為搞笑範疇以外的演員定位得到加強。
而在搞笑範疇之內，飲泣落淚正是其拿手好戲之一，他在節目上說過這技藝傳承自事務所的前輩上島龍兵。此外，劇團一人又曾經在綜藝節目的趣劇中近乎全裸地演出，並且把手上唯一掩蔽下體重要部位的玩具積木拋空，而僅憑攝影機的角度來避免走光，場面狼狽，使觀眾忍俊不禁。

## 作家之路
2006年1月27日，劇團一人首次執筆所著的小說由幻冬舍正式出版發售，該書很快便在坊間取得不俗的口碑，銷量達到130萬本。除了入圍日本文壇指標直木賞的候選得獎作品外，也登上了由全國各地書店店員投票選出的第四屆書店大獎排行榜第八位。
原著小說在兩年後被改編成電影搬上銀幕，經過一輪爭奪後東寶取得拍攝版權，並由宮崎葵、岡田准一、伊藤淳史和塚本高史擔綱演出，於2008年1月26日上映，累積票房收入總共19億4千萬日元。
2008年5月，劇團一人把自己在周刊文春連載所累積下來的一系列隨筆文章加以整編之後，出版散文集《そのノブは心の扉》。
2010年8月26日，相隔4年後再次推出小説《青天の霹靂》。

## 演出作品

### 綜藝節目

#### 常規
- 笑っていいとも!（富士；逢星期五；2006年10月－）
- 笑っていいとも!増刊号（富士；2006年10月－）
- ゴッドタン|ゴッドタン〜The God Tongue 神の舌〜（東視）
- いのちドラマチック（NHK-BShi；2010年4月－）
- そうだったのか!池上彰の学べるニュース（朝日；2010年4月－）
- 使える!アイデアハウス（朝日；2010年4月－）
- マニュアル劇団（朝日）
- 5MEN旅（日視）
- スター☆ドラフト会議（日視）
- 夢!どうぶつ大図鑑（TBS）
- ヨンパラ FUTUREゲームバトル（TBS）
- 中居正広の怪しい噂の集まる図書館（朝日）
- 業界トップニュース（朝日）

#### 不定期
- イメ×ドキ（日視）
- 天才をつくる!ガリレオ脳研（朝日）
- 雑学王 （朝日）
- 平成教育学院☆放課後]]（BS富士）
- アメトーーク!（朝日）-「家電芸人」

#### 特備
- 鶴瓶のスジナシ!（中部日本放送）
- タモリのヒストリーX（富士）
- 芸能界宇宙部（朝日）
- ヘルメスの悪戯（東視）：主持人
- 芸能界かがく部（朝日）
- 使えるニュースSHOW（朝日）
- 恋のから騒ぎ（日視）
- DownTown之不是給小孩的工作!!特別企画不能笑系列（日視）

#### 過往
- 小內小南的火焰挑戰者 完成這個的話100萬圓！（或譯「一級奸爸爹」；朝日）
- 笑いの金メダル（朝日）
- エンタの神様（日視）
- さとこいめぐさん（日視）
- 爆笑オンエアバトル（NHK）
- 大人のコンソメ（東視）
- リチャードホール（富士） - 北八先生等
- 平成教育2005予備校（富士）
- 本能のハイキック!（富士）
- フェイク・オフ〜完全なる相関図〜（富士）
- ヤンチャ黙示録（東京電視台系）
- YOU・遊・気分 土曜だ!ぴょん（長野放送）
- 劇団ひとりの匠探訪記（富士721；2007年6月10日）
- ビーンワールド（富士721）
- リンカーン（TBS）
- THE M（日視） - 主持
- 劇団ひとり5ミニッツ・パフォーマンス（BS富士）
- 解体新ショー （NHK）
- 学べる!!ニュースショー!（朝日）：川島省吾名義
- 完売劇場（朝日）
- 矢口一人（2004年10月5日－2009年9月29日、朝日）與矢口真里合作主持
- もらえるテレビ!（2009年9月－2010年3月；朝日）
- 地球号食堂〜エコめし宣言（2009年9月－2010年3月；朝日）
- 今すぐ使える豆知識　クイズ雑学王（2007年9月－2010年3月；朝日）
- 熱血！平成教育学院（富士；2006年10月－2011年3月）
- How to モンキーベイビー!（TOKYO MX）

### 連續劇
| 日本播出日期       | 劇集名稱                                             | 電視台     | 角色名稱                 |
| ------------------ | ---------------------------------------------------- | ---------- | ------------------------ |
| 2003年4月－6月     | 東京ラブ・シネマ                                     | CX         | 客戶                     |
| 2003年7月－9月     | Stand UP!!                                           | TBS        | 橘廣美                   |
| 2004年12月25日     | X'smap〜虎とライオンと五人の男〜                     | CX         | 中年聖誕老人             |
| 2005年2月11日      | まほらのほし                                         | KYT        | 北斗武                   |
| 2005年7月－9月     | 電車男                                               | CX         | 松永勇作                 |
| 2005年10月6日      | 電車男 另一個結局Special                             | CX         | 松永勇作（此特別篇主角） |
| 2006年4月－9月     | 純情閃耀（晨間小說連續劇）                           | NHK        | 齊藤直道                 |
| 2006年7月－9月     | 誰よりもママを愛す                                   | TBS        | 山下                     |
| 2006年9月23日      | 電車男DX 〜最後的聖戰〜                              | CX         | 松永勇作                 |
| 2006年10月－12月   | 家族〜妻の不在・夫の存在〜                           | EX         | 津久野仁志               |
| 2007年7月－9月     | First Kiss                                           | CX         | 進藤一流                 |
| 2007年7月－9月     | 去年ルノアールで                                     | TX         | 不良少年一夫（第6話）    |
| 2007年10月－12月   | スワンの馬鹿!〜こづかい3万円の恋〜                   | KTV        | 加茂健司                 |
| 2008年3月29日      | アベレイジ                                           | CX         | 安部禮司                 |
| 2008年4月          | 手機搜查官7                                          | TX         | 柏木伊月（第1話）        |
| 2008年5月－7月     | 81diver                                              | CX         | 文字山次郎（第3－5話）   |
| 2008年7月－9月     | 魔王                                                 | TBS        | 芹澤典良                 |
| 2008年10月10日     | アベレイジ2                                          | CX         | 安部禮司                 |
| 2008年10月25日     | 我はゴッホになる! 〜愛を彫った男・棟方志功とその妻〜 | CX         | 初主演：棟方志功         |
| 2008年12月13日     | 「母恋ひの記」〜谷崎潤一郎『少将滋幹の母』より〜     | NHK        | 藤原滋幹                 |
| 2009年3月7日及14日 | Chance！～她成功的理由～                             | CX         | 井上幹夫                 |
| 2009年5月30日      | サマヨイザクラ                                       | CX         | 和泉浩紀                 |
| 2009年8月－9月     | 烏龍派出所                                           | TBS        | 神田寅次郎（第1話）      |
| 2010年3月7日       | 蛇のひと                                             | WOWOW      | 鄰居                     |
| 2010年8月－        | 10年先も君に恋して                                   | NHK        | 日高                     |
| 2015年             | 花燃燒                                               | NHK        | 伊藤博文                 |
| 2024年5月          | 花咲舞不會沉默第三季                                 | 日本電視台 | 半澤直樹                 |

### 電影
| 電影名稱                               | 日本上映日期   | 飾演                                              |
| -------------------------------------- | -------------- | ------------------------------------------------- |
| 隣人13号                               | 2004年4月2日   |                                                   |
| アマレット                             | 2004年12月25日 |                                                   |
| ARAHAN                                 | 2005年         | 配音                                              |
| 大雄的恐龍2006                         | 2006年         | 聲演 大叔、家庭主婦、回收商、新聞報導員、時間警察 |
| 令人討厭的松子的一生                   | 2006年5月27日  | 岡野健夫                                          |
| 7月24日的聖誕                          | 2006年11月3日  | 真木勇太                                          |
| 多羅羅                                 | 2007年1月27日  | 黑道嘍囉                                          |
| 重返泡沫時代                           | 2007年2月10日  | 田島圭一                                          |
| ストリングス〜愛と絆の旅路             | 2007年4月28日  | 聲演 エリト                                       |
| PACO與魔法繪本                         | 2008年9月13日  | 瀧田（消防員）                                    |
| 死亡預告                               | 2008年9月27日  | 島田                                              |
| Golden Slumbers - 宅配男與披頭四搖籃曲 | 2010年1月30日  | 小野一夫                                          |
| 怪誕隨意門3D版                         | 2010年2月19日  | 聲演 黑貓                                         |
| 史力加萬歲萬萬歲                       | 2010年12月18日 | 聲演 侏儒怪                                       |
| 第八日的蟬                             | 2011年         | 岸田                                              |

### 電影動畫
2012年
- 伏 鐵砲娘的捕物帳（日语：伏 鉄砲娘の捕物帳）（世四郎）

### 編劇
2016年
- 蠟筆小新：爆睡！夢世界大作戰

### 電台主持
- GEKIDAN SAMBA CARNIVAL（FM-FUJI）

### 廣告
- 二十世紀霍士「24 -TWENTY FOUR- シーズンIII・DVDコレクターズBOX」（2005年）
- アデランス
- ライフカード「フィッシング詐欺 に気をつけて!篇」
- アウトソーシング
- 明治製菓「キシリッシュショー」（2006年）
- 先鋒公司「サイバーナビ」（2006年）
- 大和ハウス工業「ディールーム」（2006年）
- NTT DoCoMo だから私はドコモですキャンペーン 「劇団ひとり - だから私はドコモです篇」（2006年）
- ファミリー割引 「ドコモな家族 メール篇」（オセロと共演、2007年1月－）
- ファミリー割引 「ドコモな家族 わけあえる篇」（オセロと共演、2007年1月－）
- ドコモな家族 「パケ・ホーダイ篇」 （オセロと共演、2007年1月）
- サッポロビール「繁盛店」（2007年）
- PlayStation Portable「モンスターハンターポータブル 2nd」 （2007年）
- ライオン トップ風合い感 （2007年3月－）
- 達美樂披薩「ド〜ミノとまらない♪篇」（2007年6月－）
- 日本郵政 「年賀キャンペーン」（2007年10月－）
- アサヒ飲料 シトルリンウォーター 「シトルリン 登場篇」「スライダー・朝篇」「スライダー・風呂篇」（2008年4月－）
- 萬事得Biante「コントラスト篇」「のびのび篇」「試乗告知篇」（2008年7月－）
- アフラック「アヒル保健相談　ひとりさん篇」（2008年11月－）
- NTT DoCoMo「アンサーハウス登場篇」「4つの部屋篇」（2008年11月－）
- NTT DoCoMo PRO series 「Answer PRO 篇」（2009年4月－）
- NTT DoCoMo PRO series 「Googleケータイ HT-03A」（2009年11月－）
- 大塚製藥 カロリーメイト（與香里奈共演，2009年4月－）
- 2009年東京都議會議員選舉（2009年7月）
- 花王株式會社 エッセンシャル（2009年8月－）

### 遊戲
- ヘビーメタルサンダー（2005年9月1日發售）- 飾 下北沢ゴー

### 舞台劇
- 熱海殺人事件（2005年7月18日；博品館劇場）
- うす皮一枚（2006年9月8日－10日；本多劇場）

### 音樂錄像
- 東京事變《戀愛幻夢 FOR MUSICIAN》
- 決明子《出会いのかけら》
- GOING UNDER GROUND《いっしょに帰ろう》

## 獎項
- 2007年 Élan d'or賞（日语：エランドール賞） 新人賞

## 外部連結
- 經理人公司的劇團一人簡介
- 劇團一人夢空間特輯